# Định Biên (xã)
Định Biên là một xã thuộc huyện Định Hóa, tỉnh Thái Nguyên, Việt Nam.

## Địa lý
Xã Định Biên nằm ở phía tây huyện Định Hóa, có vị trí địa lý:
- Phía đông giáp xã Đồng Thịnh
- Phía tây giáp xã Bảo Linh
- Phía nam giáp xã Bình Yên và xã Thanh Định
- Phía bắc giáp xã Bảo Linh.

Xã Định Biên có diện tích 6,96 km², dân số năm 1999 là 2.466 người, mật độ dân số đạt 354 người/km².
Xã nằm trên lưu vực của sông Chợ Chu và có một dòng suối khởi nguồn từ xã Bảo Linh chảy trên địa bàn, một dòng suối khác khởi nguồn từ xã Thanh Định chảy qua phần ranh giới phía nam của xã.

## Lịch sử
Sau năm 1975, Định Biên là một xã thuộc huyện Định Hóa.
Đến năm 2019, xã Định Biên được chia thành 13 xóm: Đồng Rằm, Khau Lầu, Khau Diều, Nong Nia, Làng Quặng A, Làng Quặng B, Làng Vẹ, Đồng Đau, Nà To, Gốc Thông, Pác Máng, Thâm Tắng, Nà Dọ.
Ngày 11 tháng 12 năm 2019, sáp nhập xóm Pác Máng vào xóm Khau Lầu, sáp nhập xóm Thâm Tắng vào xóm Khau Diều, sáp nhập hai xóm Làng Quặng A và Làng Quặng B thành xóm Làng Quặng, sáp nhập xóm Nà Dọ vào xóm Đồng Đau.

## Hành chính
Xã Định Biên được chia thành 9 xóm: Đồng Đau, Đồng Rằm, Gốc Thông, Khau Diều, Khau Lầu, Làng Quặng, Làng Vẹ, Nà To, Nong Nia.

## Giao thông
Xã có cầu vượt ngầm Vằng Chương kết nối hai bờ con suối thượng nguồn sông Chợ Chu, tạo điều kiện thuận lợi cho giao thông của người dân trong xã.

## Di tích
Định Biên là một xã thuộc vùng ATK Định Hóa trong những năm tháng kháng chiến chống Pháp và là nơi diễn ra lễ hợp nhất Việt Nam Tuyên truyền giải phóng quân và Đội Cứu Quốc quân thành Đội Việt Nam giải phóng quân và cũng là nơi Báo Quân đội nhân dân ra số đầu tiên.
Ngoài ra, Định Biên còn có khu di tích hầm 5 cửa, nơi ở và làm việc của Tổng cục Chính trị trong thời kỳ này, con đường từ trung tâm xã vào thôn Thẩm Tắng và khu di tích được làm bằng bê tông, dài gần 1 km, rộng 5m, cao hơn so với mặt ruộng 3m.